# Private Hochschule für Wirtschaft und Technik
Die  Private Hochschule für Wirtschaft und Technik gGmbH (PHWT) ist eine private Hochschule und Berufsakademie mit Standorten in Vechta und Diepholz, die 1998 gegründet wurde.

## Geschichte
Die PHWT wurde im Jahr 1998 von einer Gruppe Wirtschafts- und Technikexperten gegründet mit dem Ziel, eine Hochschule zu schaffen, die eine enge Verbindung zwischen Theorie und Praxis bietet und auf die Anforderungen des modernen Arbeitsmarktes vorbereitet.
Im September 2014 wurde die bisher Fachhochschule für Wirtschaft und Technik Vechta/Diepholz/Oldenburg (FHWT) in Private Hochschule für Wirtschaft und Technik Vechta/Diepholz/Oldenburg (PHWT) umbenannt. Als Grund gab die Schule an, dass es offiziell in Niedersachsen keine Fachhochschulen mehr gibt, sondern nur noch Hochschulen.
Anfang 2018 zog der bisher in Oldenburg unterrichtete PHWT-Studiengang Mechatronik und Elektrotechnik mit rund 120 Studenten nach Diepholz um. Die dort neu geschaffenen Räumlichkeiten sind mit rund 2.000 Quadratmetern Nutzfläche etwa doppelt so groß wie die bisher in Oldenburg genutzten Räume. Seitdem heißt die Hochschule Private Hochschule für Wirtschaft und Technik Vechta/Diepholz.

## Bachelor-Studiengänge
Die PHWT bietet duale Studiengänge in den Bereichen Betriebswirtschaftslehre, Wirtschaftsinformatik, Informatik, Wirtschaftsingenieurwesen, Maschinenbau, Elektrotechnik und Mechatronik an. Die Studiengänge schließen mit einem Bachelor ab.

### Betriebswirtschaftslehre
Der Studiengang Betriebswirtschaftslehre vermittelt den Studierenden Kenntnisse in den Bereichen Unternehmensführung, Marketing, Finanzwesen und Personalmanagement.

### Wirtschaftsinformatik
Der Studiengang Wirtschaftsinformatik kombiniert betriebswirtschaftliche Kenntnisse mit informatischen Fähigkeiten. Die Studierenden lernen, IT-Systeme in Unternehmen zu entwickeln, zu optimieren sowie betriebswirtschaftliche Prozesse zu analysieren und zu verbessern.

### Wirtschaftsingenieurwesen
Im Studiengang Wirtschaftsingenieurwesen erwerben die Studierenden Wissen in den Bereichen Ingenieurwissenschaften und Betriebswirtschaftslehre. Sie werden darauf vorbereitet, technische Lösungen mit wirtschaftlichem Verständnis zu entwickeln und umzusetzen.

### Mechatronik
Der Studiengang Mechatronik kombiniert Mechanik, Elektronik und Informatik. Die Studierenden erlernen die Entwicklung und den Einsatz von mechatronischen Systemen in verschiedenen Branchen, wie beispielsweise der Automobilindustrie oder der Robotik.

### Elektrotechnik
Der Studiengang Elektrotechnik vermittelt den Studierenden Kenntnisse in den Bereichen Elektronik, Elektromechanik und Energietechnik. Die Studierenden haben die Möglichkeit, ihre Fähigkeiten in modernen Laboren zu entwickeln und an Projekten mitzuwirken.

### Maschinenbau
Im Studiengang Maschinenbau erhalten die Studierenden eine Ausbildung in den Bereichen Konstruktion, Produktionstechnik und Automatisierung. Sie werden auf eine Karriere in der industriellen Produktion oder in der Forschung vorbereitet.

### Informatik
Im Studiengang Informatik werden den Studierenden grundlegende Kenntnisse in den Bereichen Softwareentwicklung, Datenbanken und Netzwerke vermittelt. Sie lernen, komplexe IT-Systeme zu analysieren, zu entwerfen und zu implementieren.

## Master-Studiengang
Die PHWT bietet den Masterstudiengang Nachhaltige Produkte und Prozesse an. Die Studierenden erwerben vertiefte Kenntnisse über nachhaltige Produktentwicklung, Ressourceneffizienz und ökologische Aspekte der Unternehmensführung für umweltbewusstes und nachhaltiges Handeln in der Wirtschaft.

## Partnerunternehmen
Die PHWT pflegt enge Beziehungen zu zahlreichen Partnerunternehmen aus der Wirtschaft. Durch Kooperationen, Praktika und gemeinsame Forschungsprojekte haben die Studierenden die Möglichkeit, frühzeitig wertvolle Einblicke in die Praxis zu gewinnen und Kontakte zu potenziellen Arbeitgebern zu knüpfen.

## MINT-Uni
Die PHWT wird auch als „MINT-Uni“ bezeichnet, da sie einen Schwerpunkt auf die Fachbereiche Mathematik, Informatik, Naturwissenschaften und Technik legt. Durch ihre Zusammenarbeit mit Unternehmen soll die Hochschule dazu beitragen, Fachkräfte in den MINT-Fächern auszubilden und den Bedarf der Industrie zu decken.

## Niedersachsen-Technikum
Die PHWT ist Teil des Niedersachsen-Technikums, einem Programm, das Frauen den Einstieg und die Karrierechancen in den MINT-Berufen erleichtern soll. Das Technikum bietet den Teilnehmerinnen die Möglichkeit, praxisnahe Erfahrungen in Unternehmen zu sammeln und sich in Workshops und Seminaren weiterzubilden.

## Bibliotheken
Bibliotheken, deren Bestände sich an der Lehre und den Studieninhalten orientieren, gibt es an den jeweiligen Standorten. In Vechta ist die Universitätsbibliothek für die Vollversorgung des PHWT-Standorts Vechta zuständig.

## Sonstiges
Das Gebäude der PHWT in Diepholz ist auch der Veranstaltungsort des Diepholzer Kolloquiums, bei dem regelmäßig Dozenten der Hochschule, aber auch externe Referenten, öffentlich zugängliche Vorträge halten.